# Uschhorod
Uschhorod (ukrainisch /  russinisch Ужгород, Aussprache: [ˈuʒɦɔrɔd] ⓘ; englisch Uzhhorod, ungarisch Ungvár, deutsch Ungwar, tschechisch und slowakisch Užhorod) ist die Hauptstadt der Oblast Transkarpatien in der Ukraine und Sitz des Verwaltungszentrums für den Rajon Uschhorod. Sie liegt im Dreiländereck zwischen Ungarn, der Slowakei und der Ukraine, direkt an der slowakischen Grenze. Sie zählt 117.300 Einwohner (Volkszählung 2001) und ist Sitz eines griechisch-katholischen Bistums (Oberhaupt der ruthenischen Kirche).

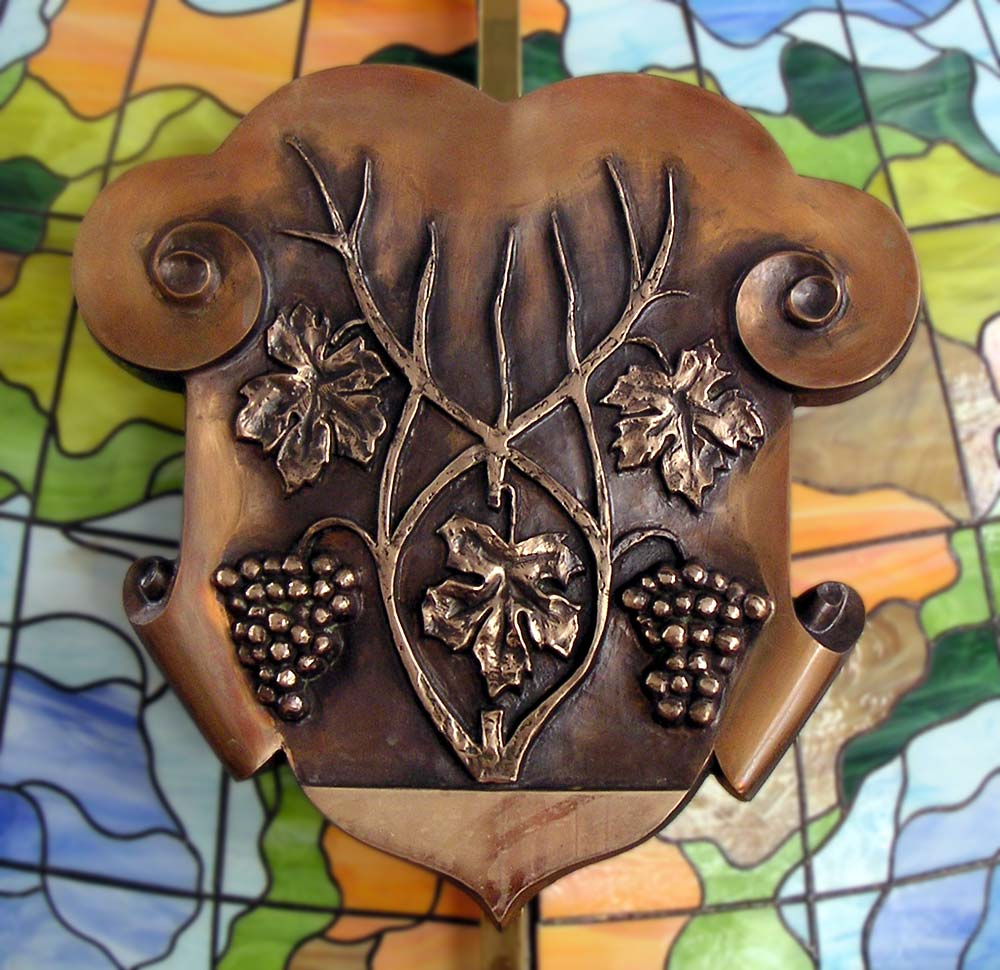
Das Wappen von Uschhorod symbolisiert einen wichtigen Kultur- und Wirtschaftsfaktor der Region: den Weinanbau. Foto des Reliefs im neuen Bahnhofsgebäude (2004) der Stadt.

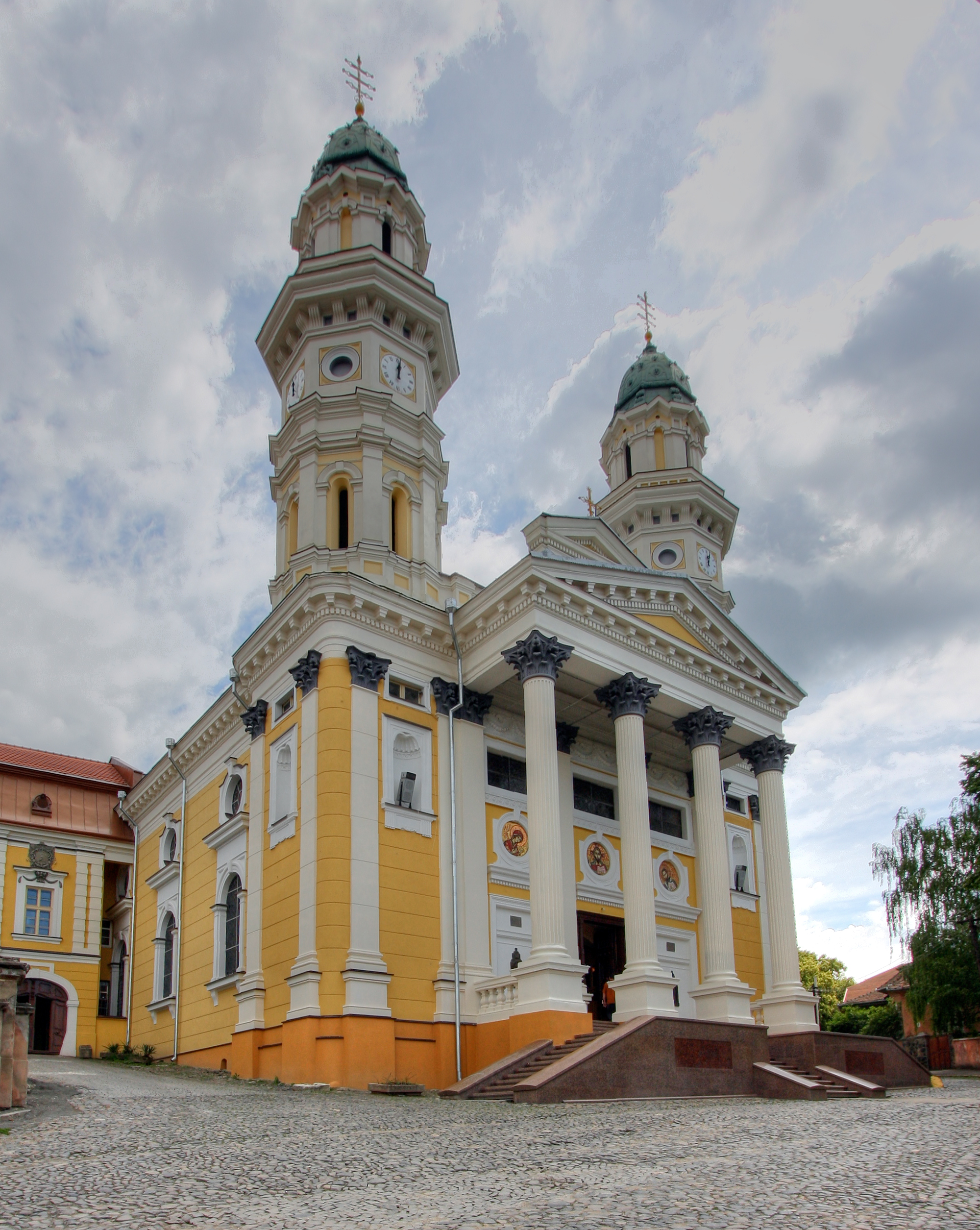
Griechisch-Katholische Kreuzerhöhungskathedrale

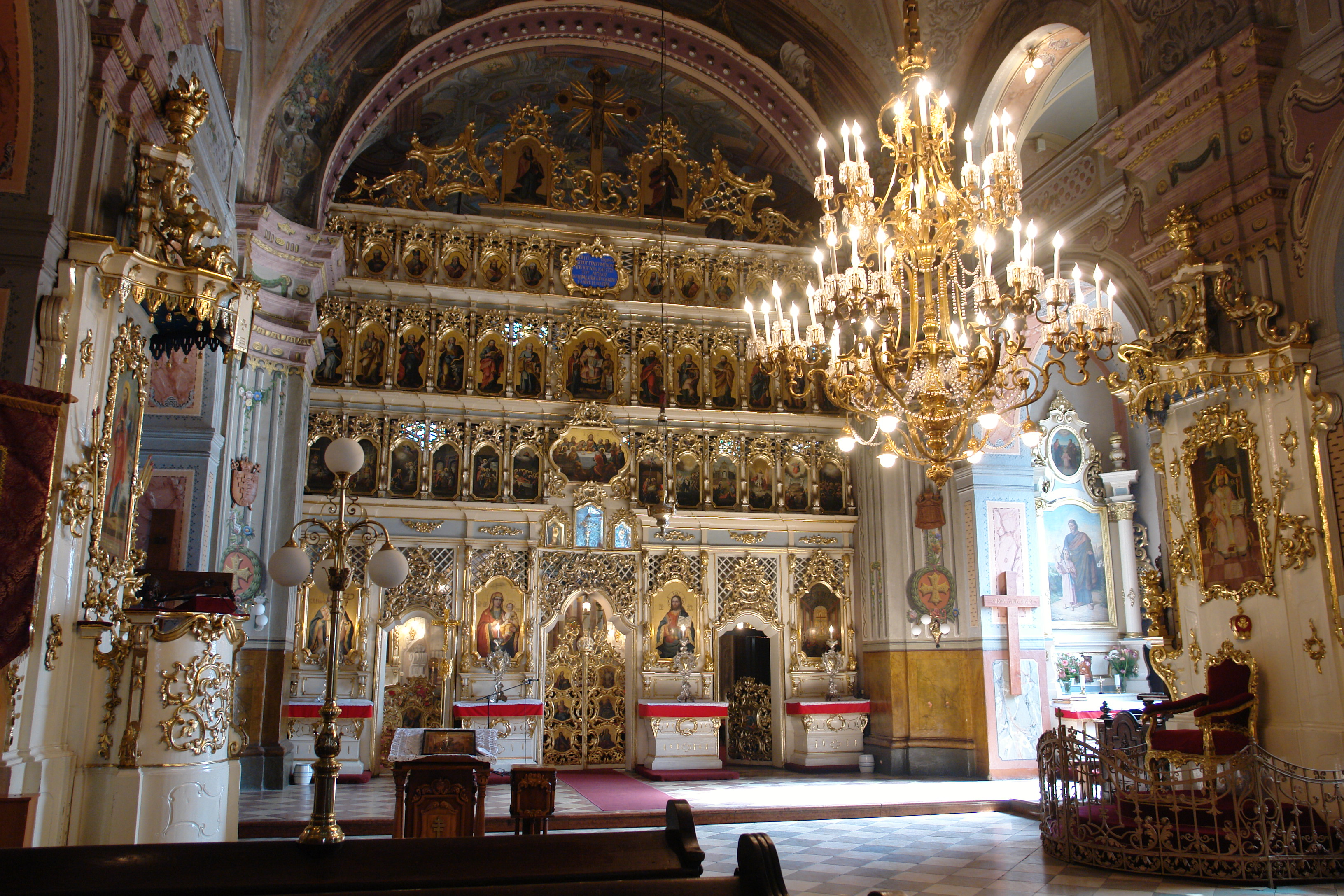
Griechisch-Katholische Kathedrale

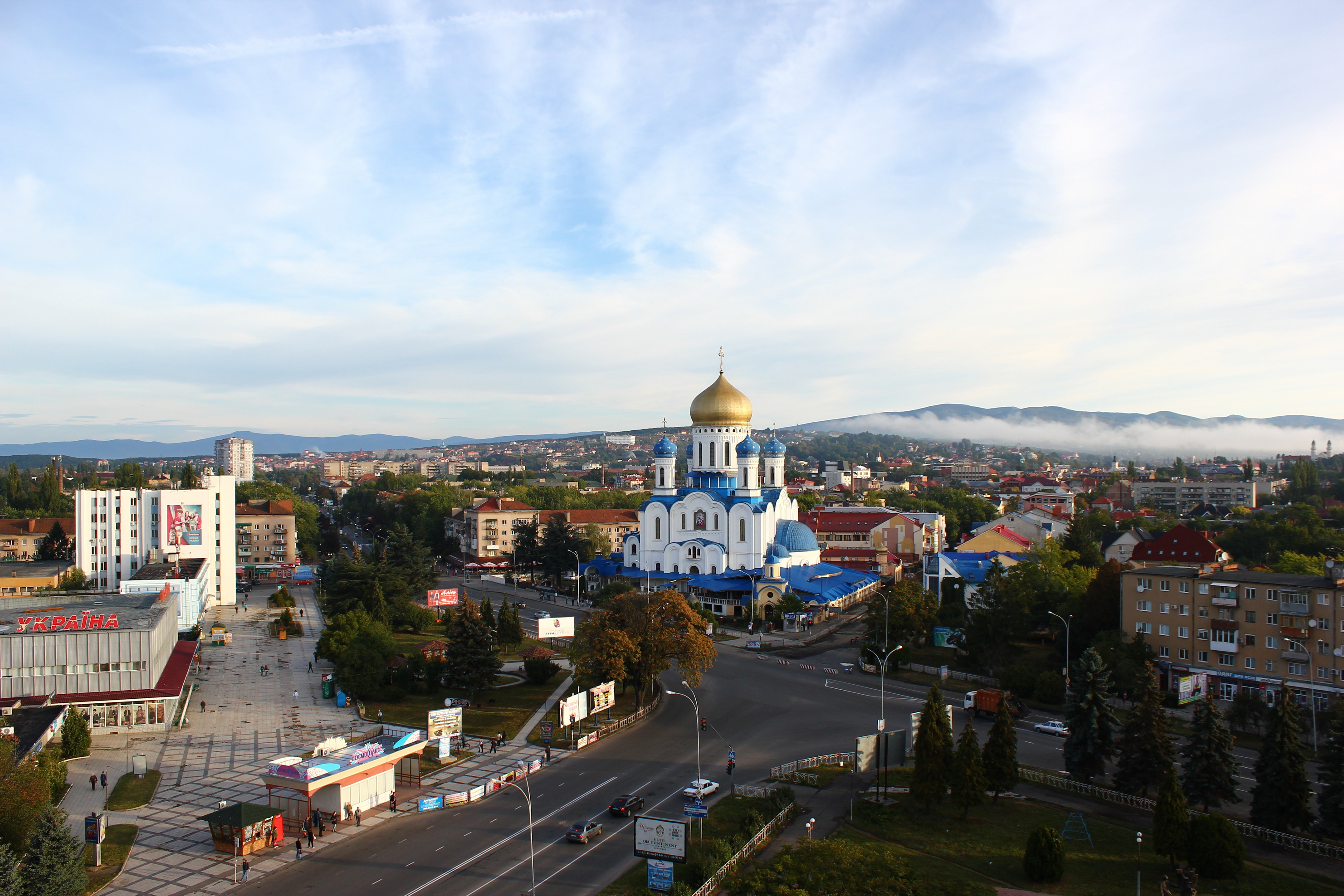
Blick über Uschhorod, im Vordergrund die von Dimitri Sidor erbaute Russisch-Orthodoxe Kirche

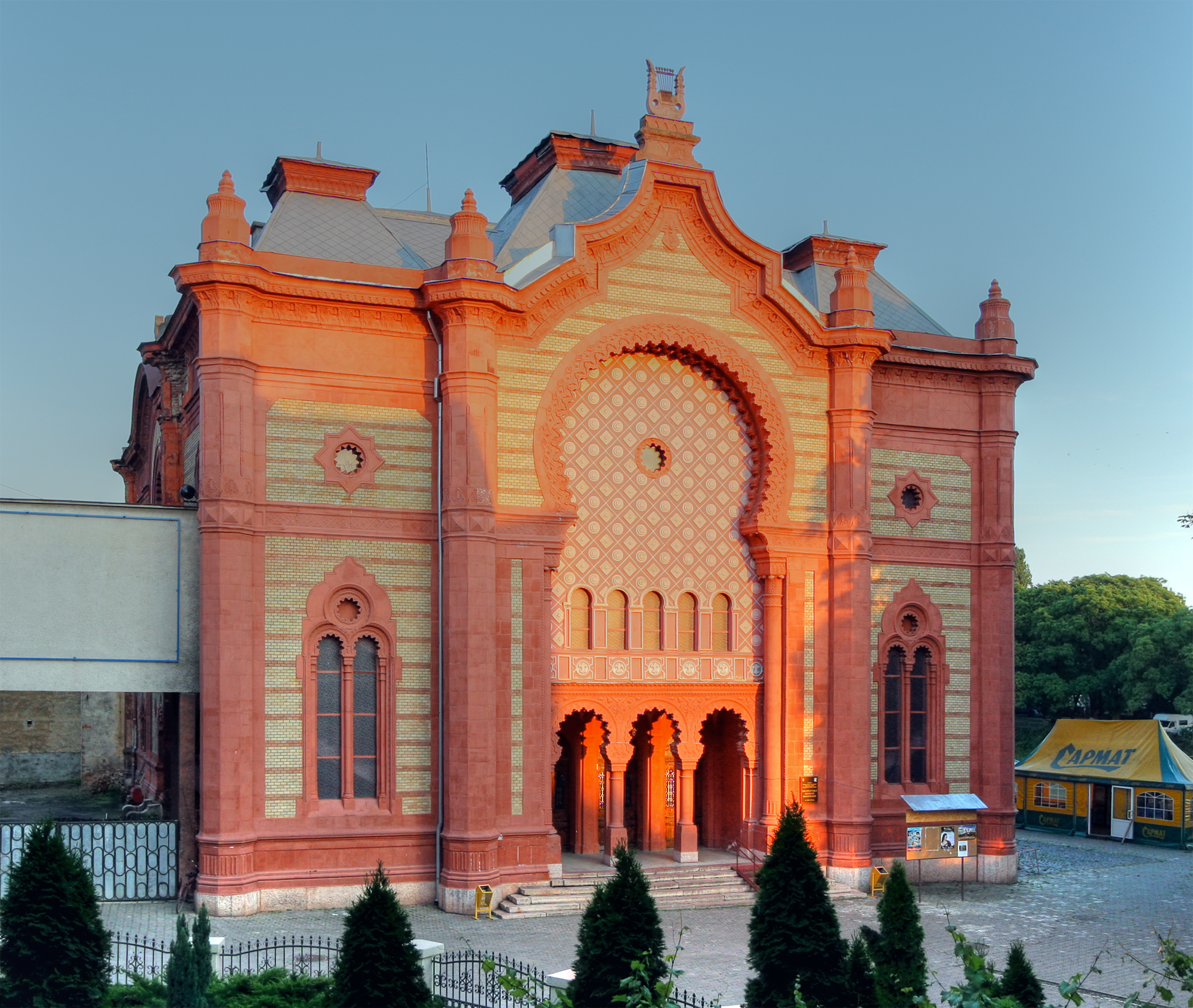
Ehemalige Synagoge in Uschhorod, heute als Philharmonie genutzt

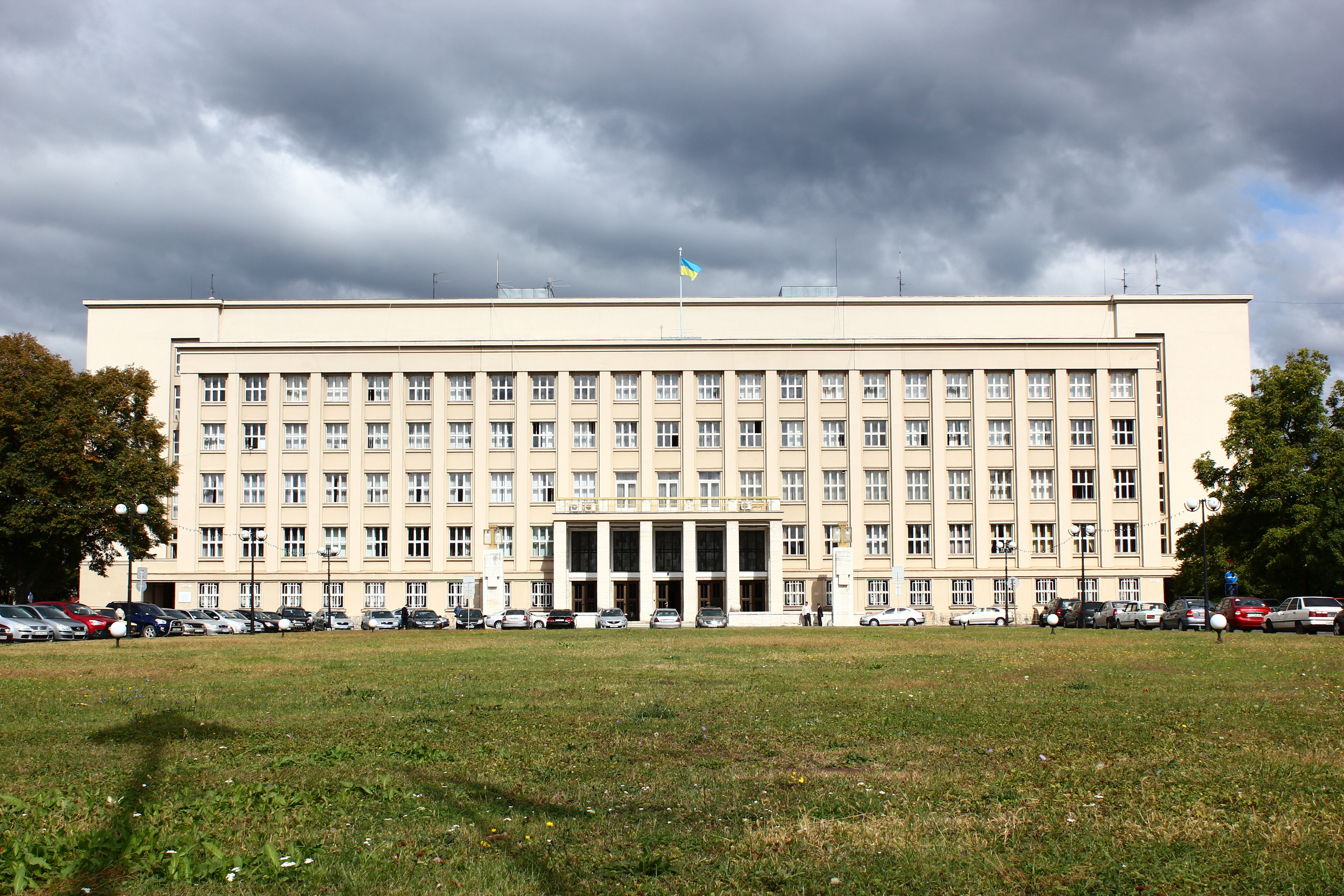
Gebäude der Oblastverwaltung

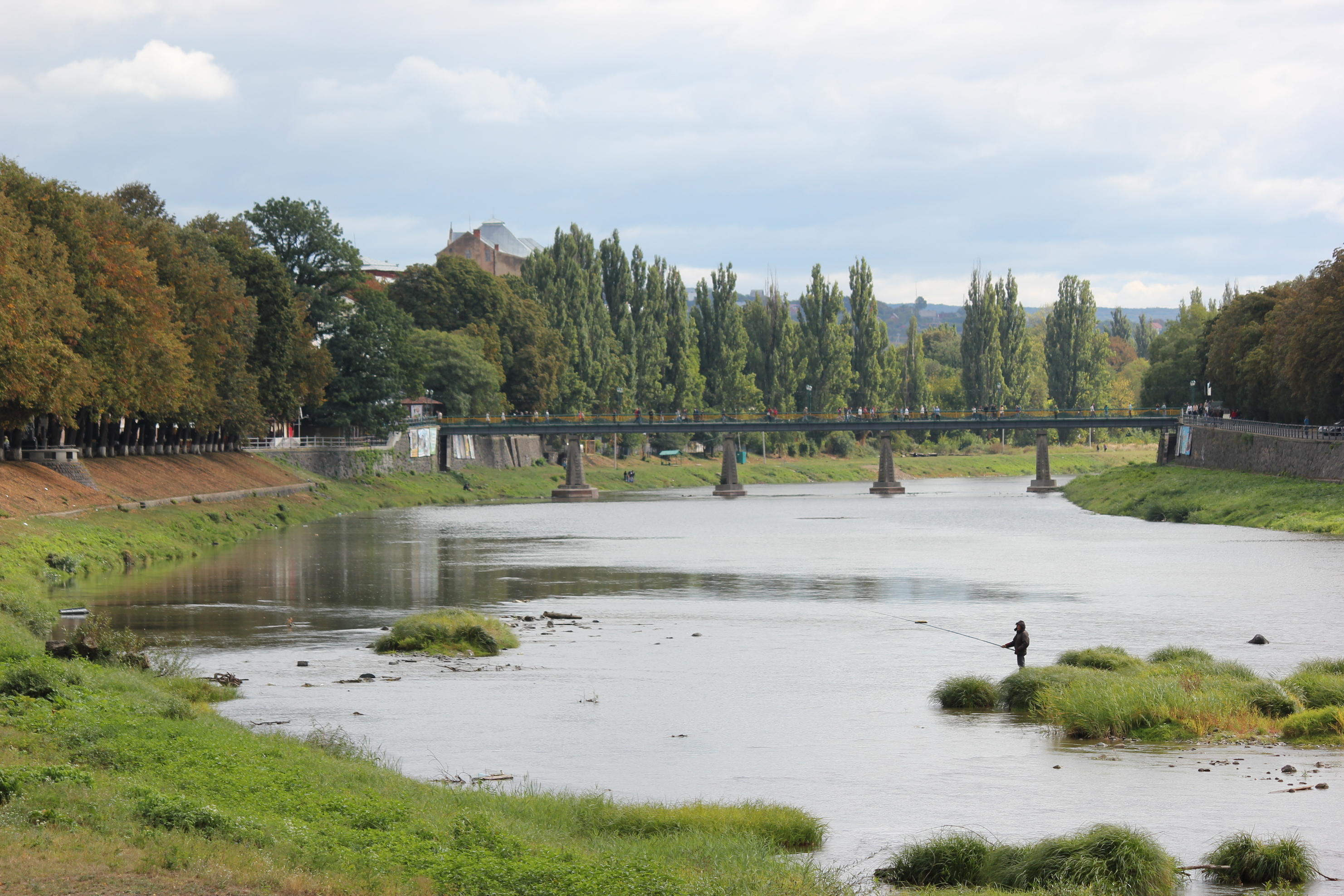
Ihren Namen erhielt die Stadt vom Fluss Usch, an dem sie erbaut wurde

## Stadtname
Der Name der Stadt rührt von ihrer Lage am Fluss Usch (ukrainisch Уж) her, wird aber volksetymologisch mit dem ukrainischen Wort für Natter (usch) in Verbindung gebracht. Aufgrund der Vielzahl von ethnischen Gruppen, die über die Jahrhunderte in Uschhorod lebten und leben, gibt es verschiedensprachliche Bezeichnungen für Uschhorod: ungarisch Ungvár, ukrainisch Ужгород Uschhorod, ruthenisch Ужгородъ Uschhorod, russisch Ужгород Uschgorod, slowakisch und tschechisch Užhorod, deutsch Ungwar oder auch Ungstadt, jiddisch אונגוואַר Ungwar.

## Stadtgliederung
Die Stadt gliedert sich in 17 Teile:
- Bosdosch
- Bolotyna (Sumpf)
- Werbnyk (Weidengebiet)
- Talahow
- Horjany (ukrainisch Горяни, ungarisch Gerény, 1970 eingemeindet)
- Domanynzi (ukrainisch Доманинці, ungarisch Alsódomonya)
- Drawzi (ukrainisch Дравці, ungarisch Ungdaróc, 1940 eingemeindet)
- Kalwary
- Mynaj (ukrainisch Минай)
- Burgviertel
- Promyslowyj (Industriezone)
- Radwanka (ukrainisch Радванка, ungarisch Radvánc, 1940 eingemeindet)
- Stanzijnyj (Bahnhofsviertel)
- Storoschnyzja (ukrainisch Сторожниця)
- Zeholnja
- Tscherwenyzja (ukrainisch Червениця)
- Schakta

Bis Sommer 2020 war die Stadt Sitz der Stadtratsgemeinde Uschhorod (Ужгородська міська рада/Uschhorodska miska rada), seit dem 12. Juni 2020 ist die Stadt zum Zentrum der neu gegründeten Stadtgemeinde Uschhorod (Ужгородська міська громада/Uschhorodska miska hromada) im Rajon Uschhorod.

## Geschichte
Uschhorod und Transkarpatien waren im Laufe der letzten Jahrhunderte zahlreichen Herrschaftsgebieten zugehörig und seine Bewohner vielen Grenzverschiebungen ausgesetzt. Erste Ansiedlungen auf dem heutigen Stadtgebiet werden aufgrund von archäologischen Funden für das frühe Paläolithikum (100.000 Jahre v. Chr.) vermutet, auch aus der Bronze- und Eisenzeit gibt es Siedlungsnachweise.
Nach der Völkerwanderungszeit zogen in das Gebiet Slawen ein. Archäologischen Funden zufolge ist die Burgstätte Uschhorod an der Wende des 8. und 9. Jahrhunderts entstanden und wurde dann zu einer wichtigen Burgstätte von Großmähren. Schriftliche Chroniken dokumentieren die Existenz der Burg(stätte) zum ersten Mal im Jahr 903 (eher umstritten ist die Erwähnung vom Jahr 872). Vom 10. bis zum 11. Jahrhundert war Uschhorod der südwestliche Vorposten der Kiewer Rus.
In der Mitte des 11. Jahrhunderts wurde es von Ungarn erobert. Die Eroberung des restlichen Transkarpatien war dann bis zum 13. Jahrhundert abgeschlossen. Bis 1918/19 gehörte die Stadt mit wechselnden Fürsten zum Königreich Ungarn und somit ab 1526 auch zur österreichischen Monarchie bzw. ab 1867 zu Österreich-Ungarn. Innerhalb Ungarns hieß die Stadt Ungvár und war Hauptstadt des Komitats Ung (Usch).
Im Rahmen des Friedensvertrags von Trianon fiel Uschhorod 1919 mit der Karpatoukraine an die neu gegründete Tschechoslowakei. Bis 1938 war Uschhorod nunmehr Hauptstadt der autonomen Karpatoukraine innerhalb der Tschechoslowakei. Durch den Ersten Wiener Schiedsspruch vom 2. November 1938 wurde Uschhorod mitsamt dem südlichen Streifen der Karpatoukraine wieder ungarisch.
Gegen Ende des Zweiten Weltkrieges, am 27. Oktober 1944, wurde Uschhorod von der Roten Armee in der Ostkarpatischen Operation eingenommen. Im Juni 1945 musste die Stadt von der Tschechoslowakei an die Sowjetunion abgetreten werden. Sie wurde dort 1946 zum Zentrum des neu gegründeten Oblast Transkarpatien innerhalb der Ukrainischen Sowjetrepublik der UdSSR. Seit August 1991 ist sie Teil der neu gegründeten Ukraine.
Durch ein Sprachen- und Bildungsgesetz der Ukraine wurde der Gebrauch der ungarischen Sprache, die von etwa 100.000 Menschen in der Westukraine gesprochen wird, auch in den Schulen zurückgedrängt. 2018 gab es zwei Brandanschläge auf das ungarische Kulturzentrum in Uschhorod. Einer davon soll vom mutmaßlich vom deutschen Rechtsextremisten Manuel Ochsenreiter in Auftrag gegeben worden sein.

## Bevölkerung
Im Jahr 2001 lebten in Uschgorod 117 317 Einwohner. Der Anteil der unterschiedlichen Volksgruppen war dabei:
- Ukrainer und Russinen 77,8 % (Ruthenen)
- Russen 9,6 %
- Ungarn 6,9 %
- Slowaken 2,5 %
- Roma 1,5 %
- Deutsche 0,3 %

## Konfessionen
Die meisten Bewohner Uschhorods gehören zwei (von drei) großen ukrainischen Konfessionen an, der griechisch-katholischen Kirche und der orthodoxen Kirche. Die ungarischstämmige Bevölkerung ist überwiegend römisch-katholisch oder gehört zur Reformierten Kirche in Transkarpatien. Außerdem sind unter den Protestanten Baptisten stark vertreten. Seit der ukrainischen Unabhängigkeit haben sich auch zahlreiche andere christliche Konfessionen und Bewegungen etabliert, z. B. Pfingstler, Adventisten und Zeugen Jehovas. In der Sowjetzeit ist eine Synagoge nach dem Krieg in eine Konzerthalle umgebaut worden.

## Wirtschaft und Infrastruktur
Industrielle Ansiedlungen gibt es in den Bereichen Möbelherstellung, Maschinen- und Elektrogerätebau, Chemische Industrie, Nahrungsmittelindustrie und Schuhherstellung.
Uschhorod ist Endpunkt der 2750 km langen Erdgasleitung „Sojus“ aus Orenburg, deren Bau über mehrere Jahrzehnte hinweg durch die RGW-Staaten realisiert wurde. Planung und Bau des ca. 550 km langen Bauabschnitts der DDR, der Druschba-Trasse, wurden, wie die Abschnitte der anderen Staaten, von der damaligen UdSSR lediglich an die „Sozialistischen Bruderländer“ delegiert und durch spätere kostenlose Abgabe von Erdgas bezahlt.
Uschhorod beherbergt viele Schulen, Fachschulen, Akademien und die Nationaluniversität Uschhorod, gegründet 1946.

## Verkehr
Von der Stadt führt ein Straßengrenzübergang in die Slowakei (und damit auch zur EU).
Die Stadt verfügt mit dem Flughafen Uschhorod über einen internationalen Flughafen.
Anschluss an das Eisenbahnnetz besteht seit 1872 durch die heutige Bahnstrecke Lwiw–Sambir–Tschop und seit 1966 an die Bahnstrecke Uschhorod–Košice. Die von Tschop kommende Strecke erhält ein Normalspurgleis, so dass aus Ungarn in die Ukraine einfahrende Züge an der Grenze nicht auf Breitspur umgespurt werden müssen, sondern bis Uschhorod durchfahren können. Die Bauarbeiten sollen bis Juli 2025 abgeschlossen werden.

## Kultur und Sehenswürdigkeiten

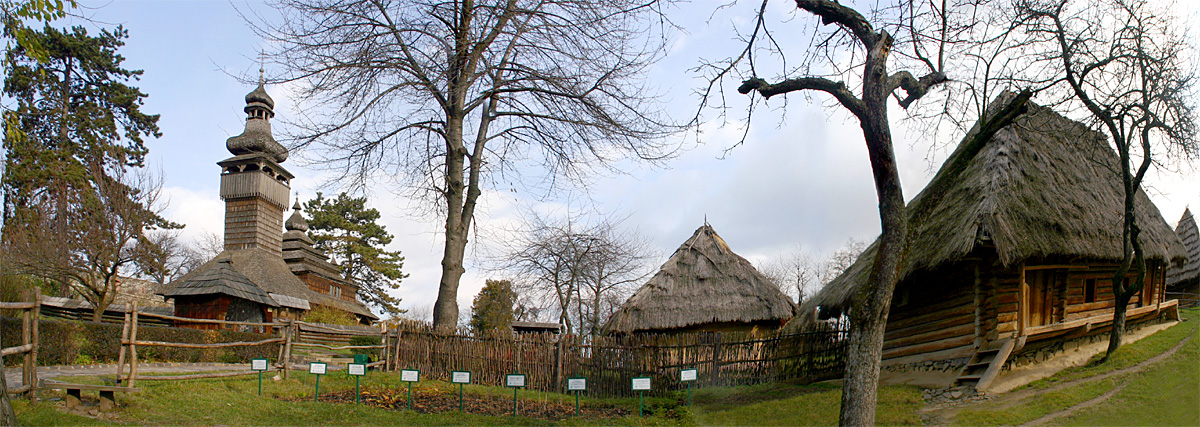
Museum für Architektur und Ethnografie mit typischer transkarpatischer Holzarchitektur

Architektonisch erinnert der historische Stadtkern von Uschhorod in vielem an das alte Österreich-Ungarn. Ein großartiges Beispiel hierfür ist die barocke Kreuzerhöhungskathedrale. Dazu kommen in den Verwaltungsgebäuden und in den Außenbezirken einerseits sowjetische und postsowjetische Plattenbauten und andererseits neue, private Wohnhäuser, die keinerlei Bauplänen unterworfen zu sein scheinen. Im Frühjahr sind mehrere Straßenzüge der Innenstadt von üppig blühenden japanischen Kirschbäumen durchzogen, die besonders nachts einen starken Duft verströmen. Den ganzen Sommer über blühen entlang des Flusses Usch (slowakisch und ruthenisch Uh) die Bäume der längsten Lindenallee Europas, die eine beliebte Flaniermeile für Jung und Alt ist.
Weitere Sehenswürdigkeiten sind die alte Burg aus dem 9. Jahrhundert und das in der Nähe errichtete Freilichtmuseum Museum der Volksarchitektur und des Lebens in den Transkarpaten, in dem die typische transkarpatische Holzarchitektur präsentiert wird. Zu diesem Zweck sind Originalbauwerke, eine Kirche, eine Schule und regionaltypische Bauernhäuser aus der gesamten Oblast hierhin transportiert und wieder aufgebaut worden.
Es gibt ein Kunstmuseum, ein Museum für transkarpatische Holzarchitektur und ein Heimatmuseum.

## Persönlichkeiten

### Söhne und Töchter der Stadt
- Salomon Ganzfried (1804–1886), Talmudist, hebräischer Grammatiker
- Samuel Lipschütz (1863–1905), US-amerikanischer Schachmeister ungarischer Herkunft
- Jenő Janovics (1872–1945), ungarischer Filmpionier
- László Schäffer (1893–1979), ungarischer Kameramann
- Lisa Fittko (1909–2005), österreichische Widerstandskämpferin und Fluchthelferin
- David Grünfeld (1915–1963), tschechoslowakisch-US-amerikanischer Tenor
- Renée Firestone (* 1924), Modedesignerin
- József Szabó (* 1940), sowjetischer Fußballspieler und ungarisch-ukrainischer Fußballtrainer
- Wolodymyr Akulow (* 1944), ukrainischer theoretischer Physiker
- Serhij Kwit (* 1965), ukrainischer Politiker, Literaturkritiker und Journalist
- Jonatan Binyamin Markowitsch (* 1967), Rabbiner
- Nil Jurij Luschtschak (* 1973), ruthenischer griechisch-katholischer Bischof
- Oksana Luzyschyna (* 1974), ukrainische Schriftstellerin
- Pawel Runow (* 1976), ukrainischer Akkordeon-Spieler
- Roman Dolynytsch (* 1977), Squashspieler
- Maksym Melnyk (* 1982), Dokumentarfilmer
- Erzsébet Seleljo (* 1983), ungarische klassische Saxophonistin
- Jossyp Penjak (* 1984), Snowboarder
- Vladimir Koman (* 1989), ungarischer Fußballspieler ukrainischer Abstammung
- Witalina Kowal (* 1990), ukrainische Frauenrechtlerin
- Antonio Lukitsch (* 1992), ukrainischer Filmemacher
- Milana Schukal (* 2001), Handballspielerin
- Karina Soskyda (* 2005), Handballspielerin

### Personen, die vor Ort gewirkt haben
- Andreas Bacsinsky (1729–1809), griechisch-katholischer Bischof

## Städtepartnerschaften
- Békéscsaba,  Ungarn seit 2001
- Corvallis,  Vereinigte Staaten seit 1992
- Česká Lípa,  Tschechien seit 2000
- Darmstadt,  Deutschland seit 1992[7]
- Horsens,  Dänemark seit 2002
- Jarosław,  Polen seit 2002
- Kajaani,  Finnland seit 2003
- Košice,  Slowakei seit 2003
- Krosno,  Polen seit 2008
- Michalovce,  Slowakei seit 2001
- Moskau,  Russland seit 2003
- Nyíregyháza,  Ungarn seit 1999
- Orjol,  Russland seit 2001
- Pula,  Kroatien seit 2010
- Satu Mare,  Rumänien seit 2006
- Sárospatak,  Ungarn seit 2011